# Passio Kiliani
Passio Kiliani est le nom de deux écrits hagiographiques du IXe siècle sur la vie de saint Kilian de Würzburg.

## Contenu
Le noble Irlandais Killena devient évêque et reçoit le nom de Kilian. Il erre avec un certain nombre de compagnons dans l'imitation du Christ jusqu'à Würzburg, où le duc Gosbert règne à cette époque. Dans la Passio, il est représenté comme un païen, mais en réalité il est peut-être déjà chrétien. Kilian et ses compagnons périssent dans leur mission auprès des Gentils sous le pape Conon en l'an 689 : sur ordre de Gailana, la femme du duc, ils sont décapités. Les informations sur la maison régnante et son arbre généalogique dans le Passio Kiliani fournissent des informations importantes sur la situation politique aux VIIe et VIIIe siècles en Franconie.

## Passion mineure
La version courte est la plus ancienne. Elle a été connue sous le titre Passio Kiliani martyris Wirziburgensis et a été publiée en 1910 par Wilhelm Levison. Il la date d'environ 840 avec l'établissement du royaume franc oriental par Louis le Germanique en 833 comme terminus post quem. Il a fait référence à la titulature d'un dirigeant anachronique dans les Écritures. Pépin y est décrit comme le premier roi des Francs de l'Est, qui régna à l'époque où les reliques de Kilian et de ses compagnons furent relevées. Andreas Bigelmair considérait la Passio minor comme plus ancienne. Il a supposé qu'elle a été créée à peu près au moment où les reliques ont été collectées, c'est-à-dire probablement 752. Juliane Dienemann, d'autre part, croyait qu'il avait été écrit en relation avec la translation des reliques et la célébration en présence de Charlemagne en 788.
Le plus ancien manuscrit connu, le Codex de Saint-Gall 566, date d'environ 870. La Passio minor a probablement été écrite par un ecclésiastique franconien du Main. Il a servi de source au plus récent et plus long document appelé Passio maior.

## Passion majeure
La Passio maior a probablement été écrite dans les années 880 par le même auteur que l'ancienne Vita de Burchard von Würzburg .